# 蓬皮埃尔
蓬皮埃尔（法語：Pompierre，法語發音：[pɔ̃pjɛʁ] ⓘ）是法国大東部大區孚日省的一个市镇，属于讷沙托区。

## 地理
蓬皮埃尔（48°15'39"N, 5°40'22"E）面积12.42 平方千米，位于法国大東部大區孚日省，该省份为法国东北部内陆省份，北起默兹省和默尔特-摩泽尔省，西接上马恩省，南至上索恩省和贝尔福地区省，东临上莱茵省和下莱茵省。
与蓬皮埃尔接壤的市镇（或旧市镇、城区）包括：阿雷维尔莱尚特尔、默兹河畔巴祖瓦耶、穆宗河畔锡尔库尔、然维洛特、萨尔特。

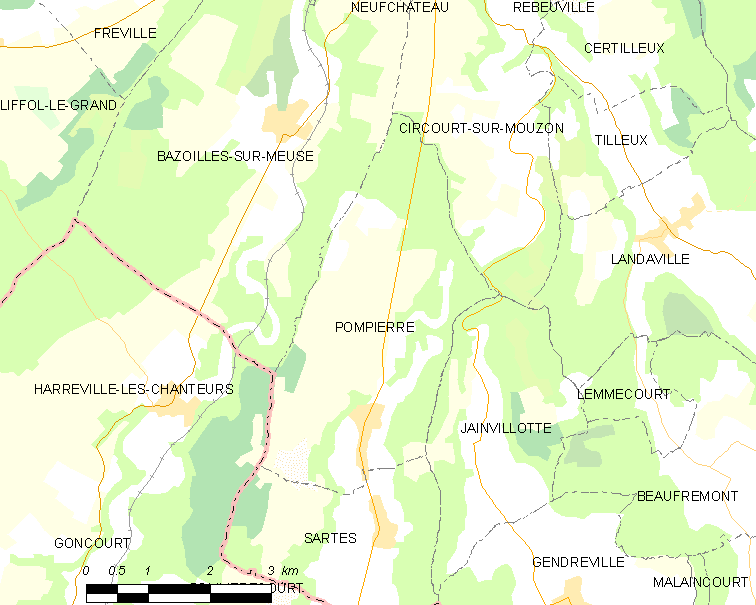
蓬皮埃尔的OSM定位图

蓬皮埃尔的时区为UTC+01:00、UTC+02:00（夏令时）。

## 行政
蓬皮埃尔的邮政编码为88300，INSEE市镇编码为88352。

## 政治
蓬皮埃尔所属的省级选区为讷沙托县。

## 人口

1962-2008年间蓬皮埃尔人口变化图示

蓬皮埃尔于2022年1月1日时的人口数量为191人。